# David Boggs
David Reeves Boggs (* 17. Juni 1950 in Washington, D.C.; † 19. Februar 2022 in Palo Alto, Kalifornien) war ein US-amerikanischer Elektro- und Funkingenieur. Er entwickelte frühe Versionen des Internetprotokolls, von Fileservern, Protokollumsetzern, Netzwerkkarten und, zusammen mit Robert Metcalfe, Ethernet, die populärste Technologie für lokale Computernetzwerke.
Boggs machte seinen Abschluss an der Princeton University, graduierte mit einem Master (1973) und promovierte 1982 in Elektrotechnik an der Stanford University.